# Istorija Indonezije
Istoriju Indonezije oblikovali su geografski položaj, prirodni resursi, niz ljudskih migracija i kontakata, ratovi i osvajanja, kao i trgovina, ekonomija i politika. Indonezija je arhipelaška zemlja sa 17.000 do 18.000 ostrva (8.844 imenovanih i 922 stalno naseljenih) koja se protežu duž ekvatora u jugoistočnoj Aziji. Strateški pomorski položaj zemlje je tokom istorije služio kao podsticaj za međuostrvsku i međunarodnu trgovinu, koja je fundamentalno oblikovala istoriju Indonezije. Područje Indonezije naseljavaju narodi raznih migracija, što stvara raznolikost kultura, etničkih grupa i jezika. Reljef i klima arhipelaga značajno su uticali na poljoprivredu i trgovinu, i na formiranje država. Granice države Indonezije predstavljaju granice Holandske istočne Indije 20. veka.
Fosilizovani ostaci Homo erectusa i njegovog alata, popularno poznatog kao „Javanski čovek”, sugerišu da je indonezijski arhipelag bio naseljen pre najmanje 1,5 miliona godina. Smatra se da austronezijanski narod, koji čini većinu modernog stanovništva, potiče iz Tajvana, a u Indoneziju su stigli oko 2000. godine p. n. e.. Od 7. veka p. n. e., snažno pomorsko kraljevstvo Šriviđaja procvetalo je donoseći sa sobom hinduističke i budističke uticaje. Poljoprivredna budistička dinastija Šajlendra i hinduistička Mataram kasnije su se razvile i propale u unutrašnjosti Jave. Poslednje značajno nemuslimansko kraljevstvo, hinduističko kraljevstvo Madžapahit, prosperiralo je od kraja 13. veka, a njegov uticaj protezao se na većem delu Indonezije. Najraniji dokazi o islamističkom stanovništvu u Indoneziji datiraju iz 13. veka u severnoj Sumatri; druge oblasti Indonezije postepeno su prihvatile islam koji je do kraja 16. veka postao dominantna religija u Javi i Sumatri. Islam se u najvećem delu zemlje pomešao sa postojećim kulturnim i verskim uticajima.
Evropljani poput Portugalaca stigli su u Indoneziju u 16. veku s namerom da monopolizuju izvore dragocene robe kao što je muškatni oraščić, karanfilić i biber na Malučkim ostrvima. Godine 1602, Holanđani su osnovali Holandsku istočnoindijsku kompaniju (VOC) i postali su dominantna evropska sila do 1610. Nakon bankrota, VOC je formalno raspuštena 1800. godine, a vlada Holandije je osnovala Holandsku istočnu Indiju pod vladinom kontrolom. Početkom 20. veka holandska dominacija se proširila do sadašnjih granica. Japanska invazija i posledična okupacija 1942–45 tokom Drugog svetskog rata okončali su holandsku vladavinu i ohrabrili prethodno potisnut Indonežijski pokret za nezavisnost. Dva dana nakon predaje Japana u avgustu 1945, nacionalistički vođa Sukarno proglasio je nezavisnost i postao predsednik. Holandija je pokušala da ponovo uspostavi svoju vladavinu. Ogorčena oružana i diplomatska borba završila se u decembru 1949. godine, kada su pod međunarodnim pritiskom Holanđani formalno priznali indonežansku nezavisnost.
Pokušaj državnog udara 1965. godine doveo je do nasilne antikomunističke čistke vođene vojskom u kojoj je ubijeno preko pola miliona ljudi. General Suharto je politički nadmašio predsednika Sukarna i postao predsednik u martu 1968. Njegova Administracija novog reda dobila je naklonost Zapada, čija je investicija u Indoneziju bila glavni faktor znatnog ekonomskog rasta tokom naredne tri decenije. Krajem 1990-ih, međutim, Indonezija je bila najteže pogođena Istočnoazijskom finansijskom krizom, što je dovelo do narodnih protesta i Suhartove ostavke 21. maja 1998. Doba reformacije nakon Suhartove ostavke dovelo je do jačanja demokratskih procesa, uključujući regionalni program autonomije, otcepljenje Istočnog Timora i prvih direktnih predsedničkih izbora 2004. godine. Političke i ekonomske nestabilnosti, socijalni nemiri, korupcija, prirodne katastrofe i terorizam su usporavali napredak. Iako su odnosi među različitim verskim i etničkim grupama uglavnom harmonični, u nekim oblastima i dalje ostaje problem akutnog sektaškog nezadovoljstva i nasilja.

## Praistorija
Replika lobanje Java čoveka, prvobitno otkrivena u Sangiranu, Centralna Java.
Fosili sintipa Java Man (H. e. erectus), u Naturalisu, Leiden.
Godine 2007, analiza tragova usekotina na dve goveđe kosti pronađene u Sangiranu, pokazala je da su napravljene pre 1,5 do 1,6 miliona godina pomoću alata od školjki. Ovo je najstariji dokaz o prisustvu ranih ljudi u Indoneziji. Fosilizovane ostatke Homo erectus u Indoneziji, popularno poznatog kao „Javanski čovek”, prvi je otkrio holandski anatom Eugene Dubois u Trinilu 1891. godine, a stari su najmanje 700.000 godina. Druge fosile H. erectus slične starosti pronašao je u Sangiranu 1930-ih godina antropolog Gustav Hajnrih Ralf fon Kenigsvald, koji je u istom vremenskom periodu takođe otkrio fosile u Ngandongu pored naprednijih oruđa, ponovo datiranih 2011. na između 550.000. 143.000 godina. U Sambungmacanu je 1977. otkrivena još jedna H. erectus lobanja. Godine 2010. na Floresu su otkrivena kamena oruđa koja datiraju od pre milion godina. Ovo su najraniji ostaci koji ukazuju na tehnologiju ljudskog pomorstva. Najraniji dokaz umetničke aktivnosti ikada pronađen, u obliku dijagonalnih bakroreza napravljenih korišćenjem zuba ajkule, otkriven je 2014. na 500.000 godina starom fosilu školjke pronađenom na Javi 1890-ih, povezanom sa H. erectus.
Godine 2003, na ostrvu Flores, otkriveni su fosili hominida visokog 1,1 m (3 stope 7 inča) starosti između 74.000 i 13.000 godina, na veliko iznenađenje naučne zajednice. Ovaj novootkriveni hominid je nazvan „Floreski čovek”, ili Homo floresiensis. Filogenetska analiza objavljena 2017. sugeriše da je H. floresiensis poticao od istog pretka kao i Homo habilis. H. floresiensis bi stoga predstavljao ranije nepoznatu i veoma ranu migraciju iz Afrike. Skeletni materijal Homo floresiensis je datiran na pre 60.000 do 100.000 godina; kamena oruđa pronađena pored skeletnih ostataka bila su iz arheoloških horizonata u rasponu od pre 50.000 do 190.000 godina.
Indonežanski arhipelag nastao je tokom odmrzavanja nakon poslednjeg glacijalnog maksimuma. Rani ljudi putovali su morem i širili se od kontinentalne Azije na istok do Nove Gvineje i Australije. Homo sapiens je stigao u region pre oko 45.000 godina. Godine 2011, otkriveni su dokazi u susednom Istočnom Timoru, koji pokazuju da su pre 42.000 godina ovi rani doseljenici imali visoke pomorske veštine, a implicirana je i tehnologija potrebna za prelazak preko okeana da bi stigli do Australije i drugih ostrva, dok su hvatali i konzumirali veliki broj velikih dubokomorskih riba kao što je tuna.

## Literatura
- Drakeley, Steven (2005). The History of Indonesia the Greenwood Histories of the Modern Nations.
- Friend, T. (2003). Indonesian Destinies. Harvard University Press. ISBN 978-0-674-01137-3.
- Gouda, Frances (2002). American Visions of the Netherlands East Indies/Indonesia: US Foreign Policy and Indonesian Nationalism, 1920-1949. Amsterdam University Press..  ; another copy online
- Kahin, George McTurnan (1952). Nationalism and Revolution in Indonesia. Ithaca, NY: Cornell University Press.
- Melvin, Jess (2018). The Army and the Indonesian Genocide: Mechanics of Mass Murder. Routledge. ISBN 978-1138574694.
- Ricklefs, M. C. (1993). A History of Modern Indonesia Since c. 1300 (2nd изд.). London: MacMillan. ISBN 978-0-333-57689-2.
- Reid, Anthony (1974). The Indonesian National Revolution 1945–1950. Melbourne: Longman Pty Ltd. ISBN 978-0-582-71046-7.
- Robinson, Geoffrey B. (2018). The Killing Season: A History of the Indonesian Massacres, 1965-66. Princeton University Press. ISBN 9781400888863.
- Taylor, Jean Gelman (2003). Indonesia. New Haven and London: Yale University Press. ISBN 978-0-300-10518-6.
- Vickers, Adrian (2005). A History of Modern Indonesia. Cambridge University Press. ISBN 978-0-521-54262-3.
- Whitten, T.; Soeriaatmadja, R. E.; Suraya, A. A. (1996). The Ecology of Java and Bali. Hong Kong: Periplus Editions.
- Witton, Patrick (2003). Indonesia. Melbourne: Lonely Planet. ISBN 978-1-74059-154-6.
- Burhanudin, Jajat, and Kees van Dijk, eds. Islam in Indonesia: Contrasting Images and Interpretations. Amsterdam University Press. (distributed by University of Chicago Press; 2013) 279 pages; scholarly articles
- Dijk, Kees van. . (2001). A country in despair. Indonesia between 1997 and 2000. ISBN 90-6718-160-9. KITLV Press, Leiden,
- Schwarz, Adam. (1994). A Nation in Waiting: Indonesia's Search for Stability.. 2nd Edition. St Leonards, NSW : Allen & Unwin.
- van Zanden J. L (2012). An Economic History of Indonesia: 1800–2010. Routledge.
- Tagliacozzo, Eric, ed. Producing Indonesia: The State of the Field of Indonesian Studies. (Cornell Modern Indonesia Project) (2014) Essays by 26 scholars.